# 모드 파이즈 수브리
모드 파이즈 빈 수브리(말레이어: Mohd Faiz bin Subri, 1987년 11월 8일 ~ )는 말레이시아의 프로 축구 선수로 포지션은 공격형 미드필더, 공격수이다. 현재는 말레이시아 M3리그의 쿠알라캉사르 FC에서 뛰고 있다. 2016년 FIFA 푸슈카시상 수상자이기도 하다.

## 생애 초반
파이즈 수브리는 크다주 아예르히탐(Ayer Hitam)에서 다섯 형제 가운데 셋째로 태어나고 성장했다. 파이즈 수브리는 크다주에 위치한 틍쿠 락사마나 초등학교(Sekolah Kebangsaan Tengku Laksamana), 크방산 프르마탕 봉라이(Kebangsaan Permatang Bonglai)에서 초등 교육, 중등 교육을 받았고 나중에 프를리스주에 위치한 테크니크 아라우 고등학교(Sekolah Menengah Teknik Arau)로 자리를 옮겼다.

## 클럽 경력
파이즈 수브리는 2006년에 크다 FA 유스 팀에서 축구를 시작했다. 2009년에는 말레이시아의 3부 축구 리그인 리가 FAM 말레이시아 소속 축구 클럽인 탐분툴랑 FC(현재의 프를리스 유나이티드 FC)로 자리를 옮겼고 리그 14경기에 출전하여 6골을 기록했다. 탐분툴랑 FA는 2009 말레이시아 FAM 리그 시즌에서 준우승을 차지했다.
파이즈 수브리는 2010년에 말레이시아 슈퍼리그 소속 축구 클럽인 프를리스 FA로 이적했다. 파이즈 수브리는 프를리스 FA에서 2시즌을 뛰다가 T-팀 FC(현재의 트렝가누 FC II)로 이적했고 T-팀 FC와 1년 계약을 체결했다.
파이즈 수브리는 2013년에 팀 동료였던 자이로 아누아르 잘라니와 함께 클란탄 FA와 1년 계약을 체결했고 베트남의 축구 클럽인 SHB 다낭 FC와의 2013년 AFC컵 조별 예선 경기에서 1골을 기록했다. 파이즈 수브리는 2013 시즌에서 28경기에 출전하여 5골을 기록하면서 성공적인 시즌을 보냈다. 파이즈 수브리는 2014년에 트렝가누 FA와 1년 계약을 체결했고 14경기에 출전하여 1골을 기록했다.
파이즈 수브리는 2014년 11월에 트렝가누 FA에서 뛰었던 팀 동료인 마즐리잠 모하맛과 함께 피낭 FA로 이적했다. 파이즈 수브리는 2015 말레이시아 프리미어리그(말레이시아의 2부 축구 리그) 시즌에서 피낭 FA의 준우승에 기여했는데 피낭 FA는 2016 말레이시아 슈퍼리그로 승격되었다.
파이즈 수브리는 2016년 2월 16일에 조지타운에 위치한 시티 스타디움에서 열린 파항 FA와의 2016 말레이시아 슈퍼리그 경기에서 프리킥을 성공시키면서 팀의 4-1 승리를 이끌었다. 파이즈 수브리의 프리킥 동영상은 소셜 네트워크 서비스(SNS)에서 화제를 모았고 말레이시아 축구 협회에 의해 FIFA 푸슈카시상 후보로 선정되기도 했다. 파이즈 수브리는 2016년에 아시아의 축구 선수로는 최초로 FIFA 푸슈카시상을 수상하는 영예를 안았다.

## 국가대표 경력
파이즈 수브리는 2012년과 2013년에 K. 라자고팔이 감독을 맡고 있던 말레이시아 축구 국가대표팀에 처음 소집되었으나 경기에 출전하지 않았다. 2015년 8월에는 소속 팀인 피낭 FA에서의 맹활약을 계기로 돌라 살레가 감독을 맡고 있던 대표팀에 소집되었으나 경기에 출전하지 않았다.

## 플레이 스타일
효율적인 공격형 미드필더였던 파이즈 수브리는 윙어와 스트라이커로도 활약했다. 파이즈 수브리의 경기 스타일은 속도, 정확한 장거리 슈팅, 팀 동료들을 향한 패스 범위를 포함한다. 파이즈 수브리는 주목을 받을 만한 화려한 프리킥 득점으로 화제를 모았다.

## 2016년 FIFA 푸슈카시상
파이즈 수브리는 2016년 2월 16일에 피낭주 조지타운에 위치한 시티 스타디움에서 열린 피낭 FA와 파항 FA의 2016 말레이시아 슈퍼리그 경기에서 놀라운 프리킥을 성공시켰다. 소셜 미디어에서는 "물리학적 비행"이라고 부르면서 화제를 모았는데 "너무 사악할 정도로 방향을 바꿔서 골키퍼가 가망이 없을 정도였다."라는 평가를 받았다.
파이즈 수브리의 프리킥 골은 말레이시아 축구 협회에 의해 FIFA 푸슈카시상 후보에 올랐고 FIFA는 후보 지명을 수락했다. 파이즈 수브리는 리오넬 메시, 네이마르를 누르고 FIFA 푸슈카시상 후보에 올랐다.
파이즈 수브리는 2017년 1월 9일에 스위스 취리히에서 열린 2016년 더 베스트 FIFA 풋볼 어워드 시상식에서 아시아의 축구 선수로는 최초로 FIFA 푸슈카시상을 수상했다. 파이즈 수브리는 온라인 투표에서 60%를 기록했는데 2위를 차지한 브라질의 마를로니, 3위를 차지한 베네수엘라의 다니우스카 로드리게스를 큰 표차로 누르고 1위를 차지했다.

## 수상

### 클럽
클란탄 FA
- 말레이시아 FA컵 우승 1회 (2013)
- 말레이시아컵 준우승 1회 (2013)

피낭 FA
- 말레이시아 프리미어리그 승격

### 개인
- 2016년 FIFA 푸슈카시상 수상
- 2016년 2월 말레이시아 프로 축구 협회 이 달의 선수 선정
- 2016년 말레이시아 축구 협회 특별상 수상